# Ustawa o wychowaniu w trzeźwości i przeciwdziałaniu alkoholizmowi
Ustawa z dnia 26 października 1982 r. o wychowaniu w trzeźwości i przeciwdziałaniu alkoholizmowi – polska ustawa uchwalona przez Sejm Polskiej Rzeczypospolitej Ludowej, regulująca kwestie prawne związane z przeciwdziałaniem alkoholizmowi.

## Zakres regulacji
Ustawa określa:
- zasady sprzedaży napojów alkoholowych
- zasady działania izb wytrzeźwień
- sposób leczenia osób nadużywających alkoholu.

Zgodnie z art. 20 ustawy Rada Ministrów coroczne sprawozdanie Sejmowi z realizacji jej wykonania. Dokument jest publikowany w postaci druku sejmowego. W latach 1996–2022 ustawa regulowała funkcjonowanie Państwowej Agencji Rozwiązywania Problemów Alkoholowych (PARPA).

## Nowelizacje
Ustawę znowelizowano wielokrotnie. Ostatnia zmiana weszła w życie w 2023 roku.

## Poprzednie regulacje
Ustawa zastąpiła w momencie wejścia w życie ustawę z dnia 10 grudnia 1959 r. o zwalczaniu alkoholizmu. Poprzednie ustawy regulujące te kwestie pochodziły z 1920 roku, 1931 roku i 1956 roku.